# Neltneriidae
A Neltneriidae a háromkaréjú ősrákok (Trilobita) osztályának a Redlichiida rendjéhez, ezen belül az Olenellina alrendjéhez tartozó család.

## Rendszerezés
A családba az alábbi nemek tartoznak:
- Bondonella
- Neltneria